# Симон Шемп
Симон Шемп (Мутланген, 14. новембар 1988) је немачки биатлонац, освајач олимпијских медаља у биатлону.
На јуниорским Светским првенствима између 2007. и 2009. освојио је пет медаља, једну сребрну у две бронзане.
На Светском првенству 2010. освојио је бронзу у мешовитој штафети. Исте године такмичио се на Олимпијским играма у Ванкуверу. Са Немачком штафетом заузео је пето место.
На Светском првенству 2012. био је девети у потери и бронзани са мушком штафетом. Бронзу са штафетом је освојио и на Светском првенству 2013. На Олимпијским играма у Сочију освојио је сребро са штафетом, шести је био у потери, тринаести у масовном старту, петнаести у спринту и шеснаести у појединачној трци.
Светски првак је коначно постао са немачком штафетом 2015, а осми је био у појединачној трци и у масовном старту. Наредне године сребра је освојио са мушком и мешовитом штафетом, а у спринту је био осми. 2017. постао је светски првак у масовном старту и у мешовитој штафети, са мушком штафетом освојио је четврто место, у спринту је био девети, потери десети, а у појединачној трци тринаести. На Олимпијским играма у Пјонгчангу освојио је сребро у масовном старту и бронзу у штафети, пето место у потери, седмо у спринту и тридесет шесто у појединачној трци.
У Светском купу у укупном пласману заузео је четврта места у сезонама 2014–15. и 2015–16.